# Ga Si Thepha MRT
Ga Si Thepha (tiếng Thái: สถานีศรีเทพา, phát âm [sā.tʰǎː.nīː sǐː tʰēː.pʰāː]) là một ga Bangkok MRT trên Tuyến Vàng. Nhà ga nằm trên Đường Thepharak tại tỉnh Samut Prakan và tên nhà ga được ghép bởi đường Srinagarindra và Thepharak, nút giao tại nhà ga này. Nhà ga có bốn lối vào. Nó được mở cửa ngày 3 tháng 6 năm 2023 như một phần chạy thử nghiệm giữa ga Samrong và Hua Mak.

## Hình ảnh

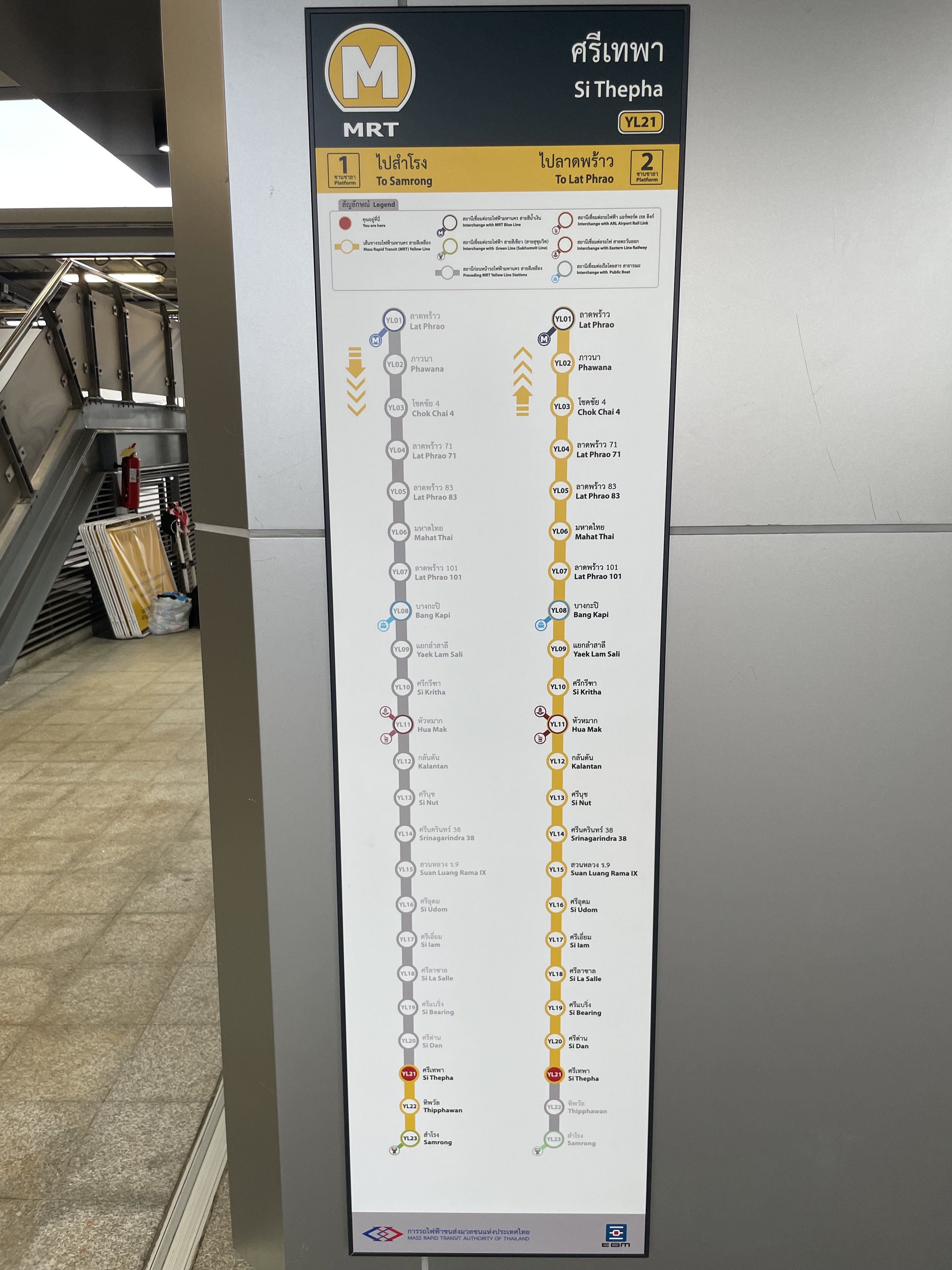
Sơ đồ toàn tuyến tại ga Si Thepha
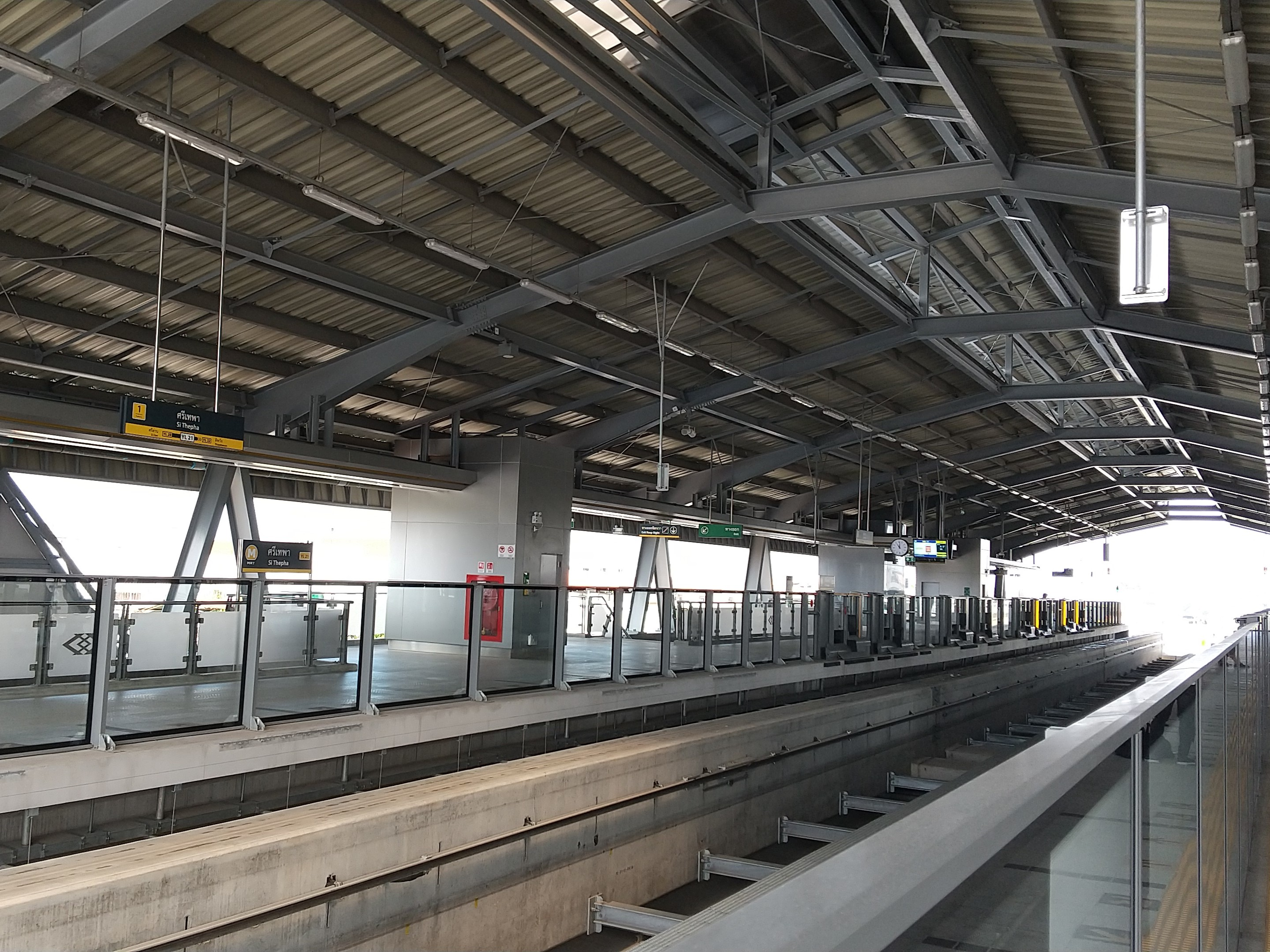
Ke ga
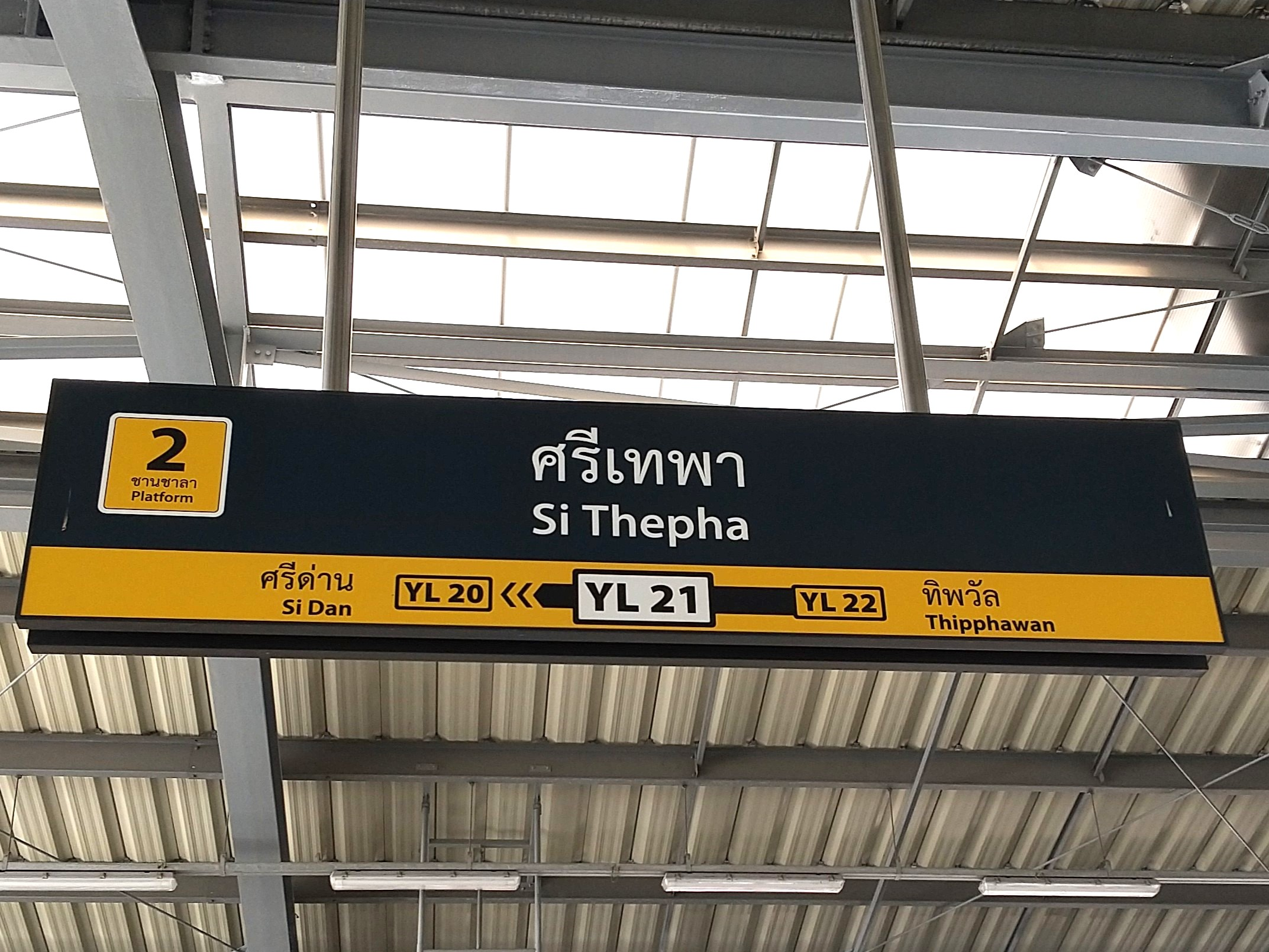
Biển hiệu
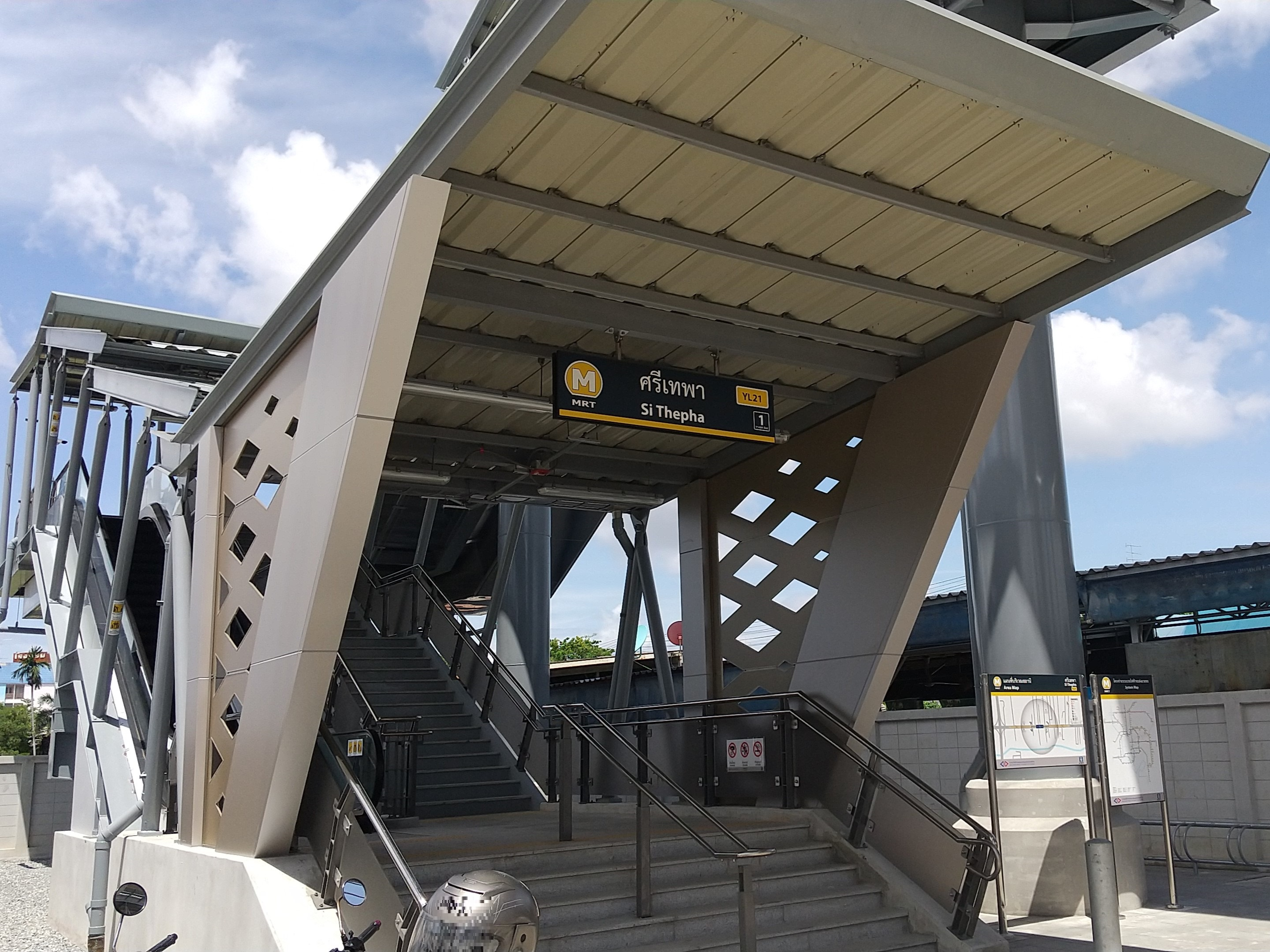
Lối thoát ga